# Sakušak
Sakušak je naselje v Občini Juršinci.
Leta 1862 se je v vasi rodil slovenski izumitelj Janez Puh.